# Frederick Barrett
Frederick William Barrett (10 de enero de 1883, Liverpool-3 de marzo de 1931, Liverpool) fue un fogonero británico. Después de haber servido como fogonero en varios barcos, fue contratado a bordo del Titanic como fogonero jefe de la sala de calderas 6. En la primera hora del 15 de abril de 1912, mientras el barco se hundía, Barrett subió al bote salvavidas 13, y tomó el mando del mismo, sobreviviendo al desastre.

## Biografía

### Primeros años
Frederick Barrett nació en Bootle, cerca de Liverpool el 10 de enero de 1883. Fue el único hijo sobreviviente de Henry Charles Barrett (1862-1909), un obrero de Devon, y Mary Barrett (de soltera, Morgan; 1864-?), de Birkenhead. El 4 de octubre del mismo año, fue bautizado en la iglesia de St. John en Bootle. Poco se conoce de su juventud, pero el censo de 1891 indica que era carretero y su padre maderero.
Barrett decidió hacerse a la mar debido a un desengaño amoroso. La fecha de su primer viaje no es seguro, pero consta que en 1903, trabajaba en el navío de la Cunard Line RMS Campania como fogonero. En 1904, entró al servicio en Allan Line sirviendo a bordo del SS Parisian y después en el buque de la White Star Line RMS Cedric. En 1906, regresó a la Cunard Line de nuevo en el Campania. Después se unió a American Line a bordo del SS City of New York. Para entonces residía en Southampton.

### El naufragio

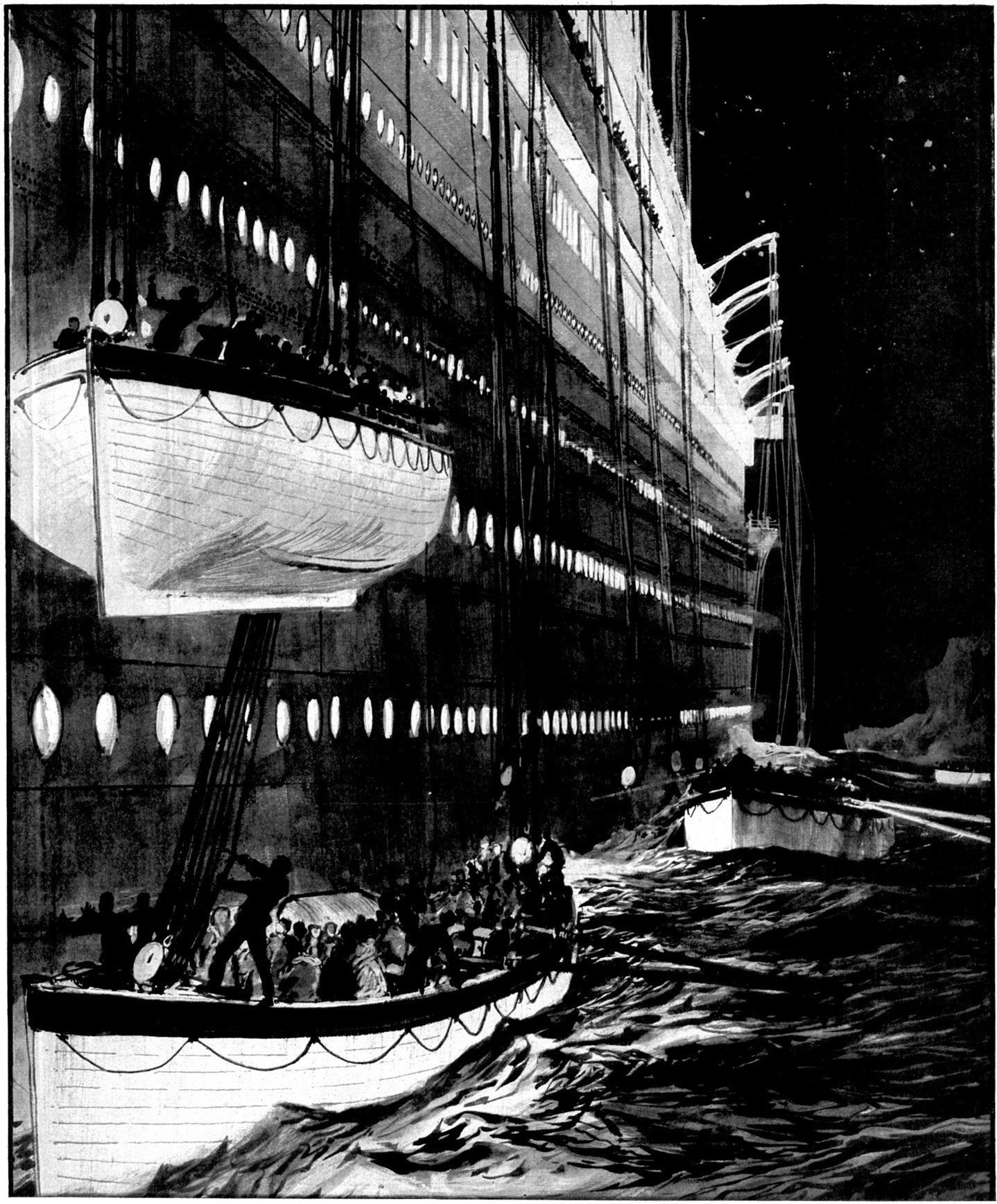
El bote salvavidas 13, con Barrett a bordo, en el momento en que estuvo a punto de caerle encima el bote salvavidas 15, mientras este era bajado al agua.

Frederick Barrett fue asignado el fogonero jefe de la sala de calderas 6 del Titanic, la misma donde se produjo un incendio al momento de zarpar el navío, que pudieron apagar, y donde se produjo el impacto con un iceberg en la noche del 14 de abril de 1912.
Barrett estaba hablando con el segundo ingeniero, John Henry Hesketh, cuando se encendió la luz roja y tocaron las campanas de alarma para señalar la orden de parar los motores. Gritó a los hombres en la sala de calderas que cerraran las válvulas, las puertas de los hornos y apagaran los ventiladores que avivaban el fuego. Pocos instantes después, el agua entró con violencia en la sala, golpeando tanto a Barrett como a algunos otros trabajadores, que afortunadamente lograron evacuar mientras las puertas estancas se cerraban, pasando a la sala de calderas 5. A Barrett se le ordenó regresar a la sala de calderas 6, pero comprobó que ya estaba inundada con 2,5 m de agua. Mientras varios ingenieros atendían las bombas de achique, sonó la alarma en la sala de máquinas para que los fogoneros subieran a la cubierta. Un ingeniero, Herbert Gifford Harvey, ordenó a Barrett quedarse en la sala de calderas 5 para conseguir algunas lámparas porque se había ido la luz, al hacerlo, vio que no había agua y reunió a varios fogoneros para que mantuvieran los hornos encendidos. Harvey, en sus comprobaciones, le ordenó abrir la tapa en el piso que daba acceso a varias válvulas y otro ingeniero, Jonathan Shepherd, al pasar apresuradamente entre el vapor no lo vio, cayó dentro y se rompió una pierna. Harvey y Barrett lo levantaron y llevaron a la sala de bombas donde lo atendieron. Unos quince minutos después hubo una fuerte entrada de agua cuando el mamparo que separaba las salas de calderas 5 y 6 reventó. Harvey ordenó a Barrett subir ya que la sección se estaba inundando. Nunca volvió a verlo ni a él ni a Shepherd.
Barrett subió hasta la cubierta A y avanzó hacia popa, donde estaban los botes. Llegó cuando el bote salvavidas 13 estaba siendo arriado, el cual había sido llenado con aproximadamente 65 a 70 personas, uno de los pocos que fue cargado a su máxima capacidad. De hecho, al acercarse en la fila para subir, Barret afirmó haber oído la orden desde arriba: "No dejes más en ese bote, las cuerdas se romperán". Cuando el bote tocó el agua, una descarga del costado del barco lo empujó directamente debajo del bote salvavidas 15 que también estaba siendo bajado. Las llamadas de los ocupantes del bote para que fuera detenido su descenso no fueron escuchadas y Barrett tuvo que trepar por encima de varias mujeres para cortar las cuerdas y liberarlo justo a tiempo. El oficial James Paul Moody lo puso al cargo del timón, pero después de aproximadamente una hora estaba tan agarrotado por el frío que cedió su puesto a otro. Debido a las altas temperaturas en su lugar de trabajo, los fogoneros iban vestidos de manera ligera, solo con pantalones de peto y camisetas de tirantes. Una mujer lo cubrió con una capa y, según sus propias palabras, no recordaba nada más de lo que sucedió a continuación. Probablemente cayó inconsciente o dormido. A las 4:45 horas del 15 de abril, Barrett y los demás ocupantes del bote fueron rescatados por el RMS Carpathia.
Después del naufragio, testificó tanto en la investigación británica sobre el desastre como en la investigación del Senado de los Estados Unidos sobre el hundimiento del RMS Titanic.

### Después del Titanic
El 25 de mayo de 1912, pocas semanas después del hundimiento, Barrett trabajaba en el barco gemelo del Titanic, el RMS Olympic, donde al saber de su presencia a bordo fue interrogado por el senador William Alden Smith, como parte de una investigación sobre las condiciones del navío en la sala de máquinas. 
Se casó con Mary Ann Jones (1882-1923), hija del carretero Thomas Jones, el 16 de febrero de 1915 en la iglesia de San Nicolás de Liverpool y tuvieron varios hijos, pero solo uno sobrevivió, Harold (1921-1974). Mary falleció en 1923 y Barrett abandonó el mar, trabajando en la costa como maderero. Enfermo de tuberculosis pulmonar en sus últimos años, murió en Liverpool el 3 de marzo de 1931 a causa de la tuberculosis. El joven huérfano Harold fue criado por un tío en Bootle. En 1951 se casó con Josephine Teresa Berry (1923-2004) y tuvieron mellizos, Frederick y Susan, en 1955.

## Dos William Frederick Barrett a bordo
Barrett no debe ser confundido con otro compañero de la tripulación del Titanic, el también fogonero William Frederick Barrett, nacido en 1879, que pereció en el hundimiento.

## Filmografía
- Frederick Barrett fue interpretado en la famosa película Titanic de 1997 por Derek Lea.